# Seguermess
Seguermess és una vila de Tunísia la més important de la zona entre Zriba i Bouficha (a la costa, 18 km al sud d'Hammamet), a la governació de Zaghouan, delegació de Zriba, on hi algunes viles amazigues de muntanya entre elles la mateixa Zriba i Jeradou, i les ruïnes romanes de Sidi Khelifa. Seguermess té més de mil habitants amb una economia totalment agrícola (cultiu de cereals).
Jeradou és la carretera comarcal C35, i es troba al cim d'una muntanya; té mesquita i zawiya i les cases tradicionals són substituïdes progressivament por cases modernes; la vista que hauria de ser esplèndida des del cim, queda totalment tapada per les cases. A un oliverar proper hi ha algunes restes romanes.
Sidi Khelifa és una vila entre tradicional i moderna amb una zàuiya i una font amb aigua excel·lent. Les ruïnes romanes de Sidi Khelifa, no gaire lluny, estan força ben conservades i del lloc es gaudeix d'una bona vista a la mar. Probablement es tracta de la vil·la romana de Pheradi Maius. Un gran arc triomfal està situat al bell mig; també hi ha un fòrum (el millor conservat de Tunísia), uns banys amb uns mosaic en bon estat, algunes cases (de les que pràcticament queda poc més que el terra) i les restes d'un temple púnic dedicat a Baal que després va esdevenir fortalesa.